# ジャーマンケーキ

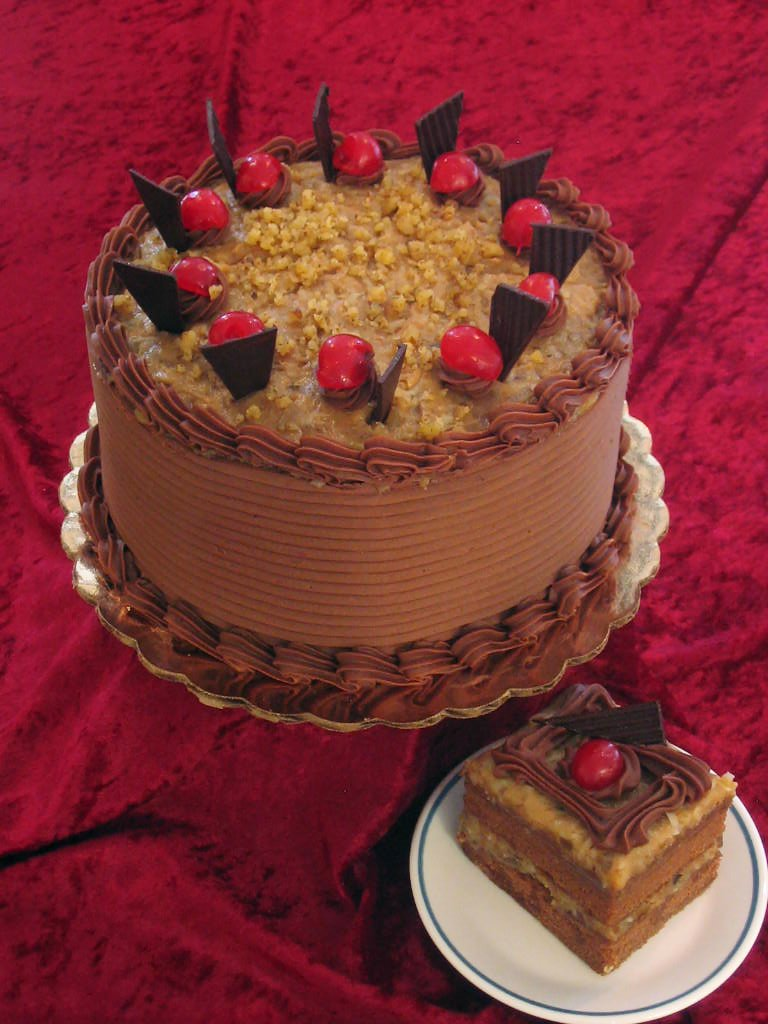
ジャーマンケーキ。

ジャーマンケーキ (German chocolate cake、もともとはGerman's chocolate cake) は、生クリームを挟んだ2層のチョコスポンジケーキの上にココナッツフィリングを塗って作られたケーキ。チョコレートケーキの一種。
アメリカ合衆国では6月11日が「ジャーマン（チョコレート）ケーキの日」として記念されているほどポピュラーな料理である。
日本国内では、太平洋戦争後にアメリカによる統治の影響を受けた沖縄県で祝い事の定番となり、洋菓子店やスーパーマーケットで広く売られているが、本土ではほとんど知られていない。

## 起源
1852年、アメリカのベーカーズチョコレート社（Baker's Chocolate Company、現在はクラフト・ハインツの傘下）のサミュエル･ジャーマン（Samuel German）が開発したケーキ用チョコレート "Baker's German's Sweet Chocolate" に由来する。それから100年以上を経た1957年になって、同チョコレートを用いるこのケーキのレシピが一人の主婦によりテキサス州ダラスの新聞に投稿され、当時ベーカーズの商標を所有していたゼネラルフーヅ社がアメリカ各地に広めたため、ジャーマン考案のチョコレートの知名度をも一気に押し上げることになった。それゆえ「ジャーマンケーキ」の名称は「ジャーマン氏のチョコレートを用いたケーキ」という意味であり、「ドイツ風（チョコレート）ケーキ」というのは誤りである。